# Cayetana Fitz-James Stuart
María del Rosario Fitz-James Stuart y de Silva (Madrid, 1926. március 28. — Sevilla, 2014. november 20.) Alba 18. hercegnője, spanyol grand, az Alba-ház feje, aki a harmadik olyan nő volt, aki ezt a címet a saját jogán viselhette.
1926. március 28-án született a Liria-palotában mint Alba 17. hercegének és María del Rosario de Silva y Gurtubay márkinőnek egyetlen gyereke. Keresztanyja Viktória Eugénia spanyol királyné volt.
Fitz-James Stuart az Alba hercegnője címen kívül további több mint 40 nemesi címet mondhatott magáénak, mellyel a Guinness Rekordok Könyvébe is bekerült.

## Fordítás
Ez a szócikk részben vagy egészben  a   Cayetana Fitz-James Stuart, 18th Duchess of Alba című angol Wikipédia-szócikk fordításán alapul.  Az eredeti cikk szerkesztőit annak laptörténete sorolja fel. Ez a jelzés csupán a megfogalmazás eredetét és a szerzői jogokat jelzi, nem szolgál a cikkben szereplő információk forrásmegjelöléseként.